# Großbrauerei
Als Großbrauerei bezeichnet man in Deutschland einzelne Brauereibetriebe mit einer Jahresproduktion über 250.000 Hektoliter im Jahr.

## Geschichte
Der Anteil von Großbrauereien unter den Braustätten geht zahlenmäßig wie prozentual immer mehr zurück. Gab es 1994 noch 105 Betriebe mit einer Jahresproduktion von mehr als 200.000 Hektoliter, so existierten 2013 nur noch 69 derartige Unternehmen. Dies betrifft vor allem den Bereich bis zu einer Produktionsmenge von 1 Million Hektoliter, während die Zahl der Unternehmen darüber mit 27 bzw. 28 relativ konstant ist.
Unterschiede in den Fakten beruhen häufig darauf, dass in der Öffentlichkeit Brauereigruppen als Großbrauerei bezeichnet werden, jedoch in Statistiken nach Braustätten bzw. Brauereien getrennt werden. Daneben gibt es noch Rankings der absatzstärksten Biermarken, die wiederum andere Rangfolgen ergeben und nach denen zum Beispiel in Deutschland 2011 am meisten Oettinger (ca. 6,2 Millionen Hektoliter), Krombacher (ca. 5,4 Mio. Hektoliter) und Bitburger (ca. 4,0 Mio. Hektoliter) getrunken wurde.

## Größte Brauereien in Deutschland

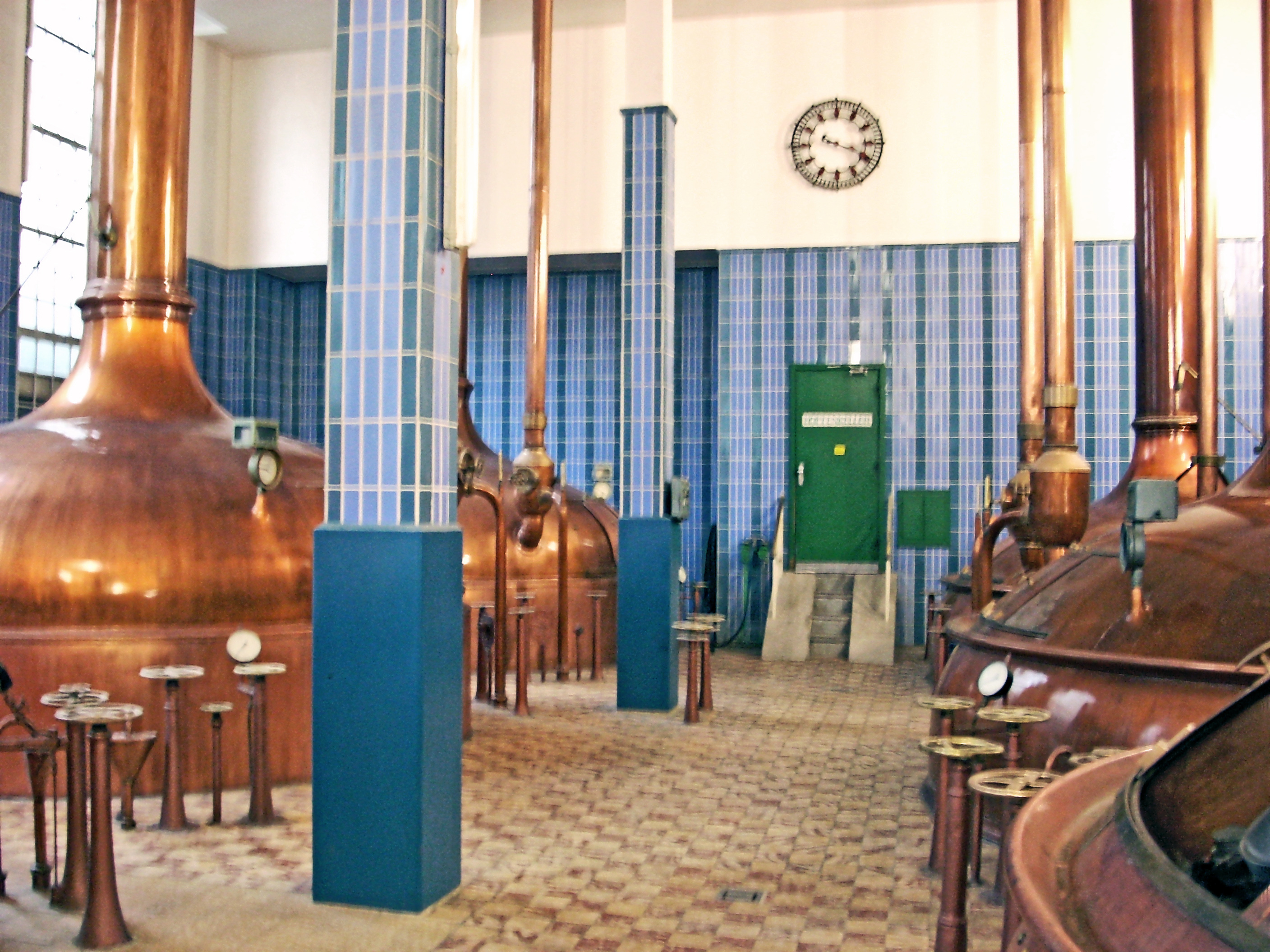
Blick in eines der Sudhäuser der gegenwärtig (2014) größten deutschen Braustätte, der Brauerei Beck & Co. in Bremen

Die 15 größten Brauereien in Deutschland, bezogen auf den Gesamtabsatz (d. h. Inlandsabsatz und Export), waren im Jahr 2002 gemäß Ranking im Bier-Report 2003 der Tageszeitung Die Welt folgende Einzel-Brauereibetriebe bzw. Braustätten:
1. Beck & Co., Bremen – ca. 5,5 Millionen Hektoliter
2. Krombacher Brauerei, Kreuztal-Krombach – ca. 4,9 Millionen Hektoliter
3. Warsteiner Brauerei, Warstein – ca. 4,6 Millionen Hektoliter
4. Bitburger Brauerei, Bitburg – ca. 4,2 Millionen Hektoliter
5. Karlsberg Brauerei, Homburg – ca. 4,1 Millionen Hektoliter
6. Dortmunder Actien-Brauerei, Dortmund – ca. 3,2 Millionen Hektoliter
7. Holsten-Brauerei, Hamburg – ca. 2,7 Millionen Hektoliter
8. König-Brauerei, Duisburg – ca. 2,4 Millionen Hektoliter
9. Veltins, Meschede-Grevenstein – ca. 2,4 Millionen Hektoliter
10. Hasseröder, Wernigerode – ca. 2,4 Millionen Hektoliter
11. Paulaner Brauerei, München – ca. 2,2 Millionen Hektoliter
12. Radeberger Exportbierbrauerei, Radeberg – ca. 2,0 Millionen Hektoliter
13. Binding-Brauerei, Frankfurt am Main – ca. 1,9 Millionen Hektoliter (seit September 2023 geschlossen)
14. Oettinger Brauerei, Oettingen – ca. 1,9 Millionen Hektoliter
15. Brauerei Feldschlößchen, Dresden – ca. 1,8 Millionen Hektoliter

## Größte Brauereigruppen in Deutschland
Quelle:
| Brauereigruppe             | Marken (Auswahl) | Ausstoß 2015 in Mio. hl | Ausstoß 2014 in Mio. hl |
| -------------------------- | --- | ----------------------- | ----------------------- |
| Radeberger Gruppe          | Radeberger, Jever, Ur-Krostitzer, Sternburg, Clausthaler, Berliner Kindl, Schöfferhofer, Freiberger, Berliner Pilsner, Allgäuer Büble, Tucher, Stuttgarter Hofbräu, Schultheiss, Brinkhoff's, Altenmünster, Sion, Wicküler, Hansa, Grüner, Zirndorfer | 11,75                   | 11,7                    |
| Anheuser-Busch InBev       | Beck's, Hasseröder, Löwenbräu, Spaten, Franziskaner, Diebels, Haake-Beck | 10,9                    | 10,2                    |
| Oettinger Brauerei         | Oettinger | 9,3                     | 9,4                     |
| Bitburger Braugruppe       | Bitburger, König Pilsener, Köstritzer, Licher, Königsbacher, Kandi Malz | 7,1                     | 7,2                     |
| Krombacher Gruppe          | Krombacher, Rhenania Alt, Rolinck, Vitamalz | 5,8                     | 5,7                     |
| Brau Holding International | Paulaner, Mönchhof, Chiemseer, Hacker-Pschorr, Kulmbacher, Fürstenberg, Hoepfner, Würzburger Hofbräu, Schmucker, Scherdel, Auerbräu | 5,7                     | 5,7                     |
| Warsteiner Gruppe          | Warsteiner, Frankenheim, Herforder, Paderborner, König Ludwig | 4,0                     | 4,3                     |
| TCB/Frankfurter Brauhaus   | Frankfurter, Feldschlößchen, Dresdner Felsenkeller, Gilde | 3,9                     | 3,3                     |
| Karlsberg Brauerei         | Karlsberg, Zischke, Mixery, Trierer Löwenbräu, Becker’s | 3,0                     | 3,0                     |
| Veltins                    | Veltins, Grevensteiner, Pülleken, V+ | 2,8                     | 2,8                     |
| Carlsberg Deutschland      | Holsten, Astra, Duckstein, Lübzer, Wernesgrüner, Elephant, Lüneburger | 2,7                     | 3,0                     |
| Darguner Brauerei          | Stier, Darguner, Harboe | 1,9                     | 1,9                     |
| Eichbaum                   | Eichbaum, Ureich, Apostelbräu, Gerstel, Karamalz, DMAX, Germania, Frankenthaler, Durlacher Hof | 1,8                     | 1,8                     |
| Erdinger                   | Erdinger | 1,8                     | 1,8                     |
| Augustiner-Bräu            | Augustiner | 1,5                     | 1,4                     |